# South Stack
South Stack (en gallois : Ynys Lawd) est une île située juste à côté de Holy Island sur la côte nord-ouest d'Anglesey, au Pays de Galles.

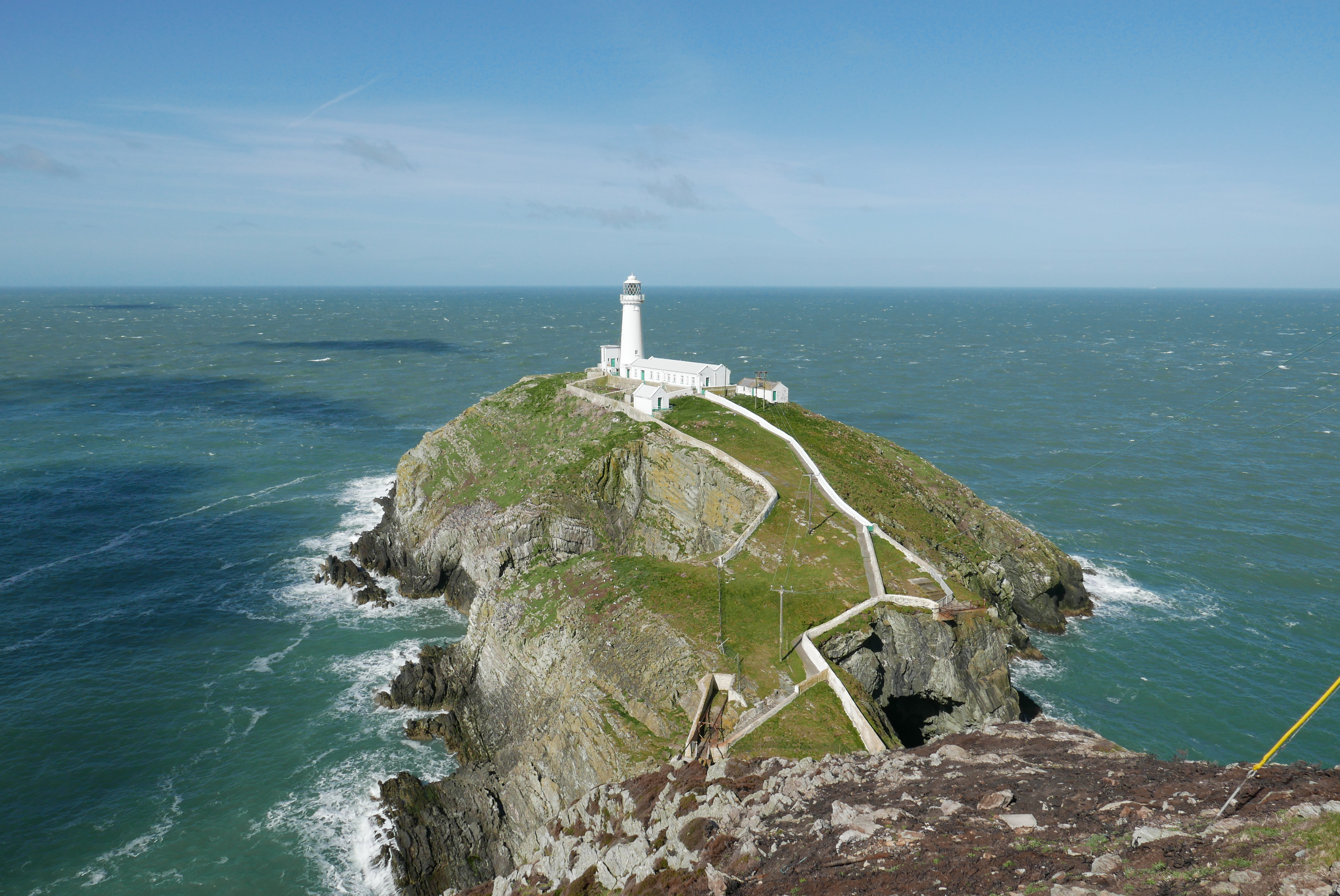

## Histoire
South Stack est célèbre comme l'emplacement de l'un des phares les plus spectaculaires du Pays de Galles, le phare de South Stack, d'une hauteur de 41 mètres.
Jusqu'en 1828, avant qu'un pont suspendu soit construit, le seul moyen de traverser le chenal était d'emprunter un panier qui était suspendu sur un câble de chanvre. Le pont suspendu a été remplacé en 1964, mais dès 1983 le pont a dû être fermé au public pour des raisons de sécurité. Un nouveau pont en aluminium a été construit et le phare a été rouvert pour des visites dès 1997. Des milliers de personnes affluent au phare chaque année, grâce au service continu de transport public en provenance d'Holyhead.
Il y a plus de 400 marches de pierre jusqu'à la passerelle (et non, comme le suggère la légende locale, 365), et la descente et l'ascension offrent l'occasion de voir quelques-uns des 8 000 oiseaux nicheurs qui bordent les falaises pendant la saison de reproduction. Les falaises font partie de la réserve d'oiseaux South Stack Cliffs RSPB reserve (en), avec un centre d'accueil pour visiteurs et un refuge pour oiseaux à Elin's Tower (en). Cette tour offre un endroit pour voir pyrrhocorax, faucon pèlerin, crécerelle et divers mammifères marins comme le marsouin commun à marée haute, phoque gris, dauphin de Risso et le dauphin de Bottlenose.
Le sentier côtier Anglesey (en) passe à South Stack, tout comme la piste cyclable. La South Stack Formation (en) est un des 100 premiers géosites du Royaume-Uni répertorié par la Société géologique de Londres.

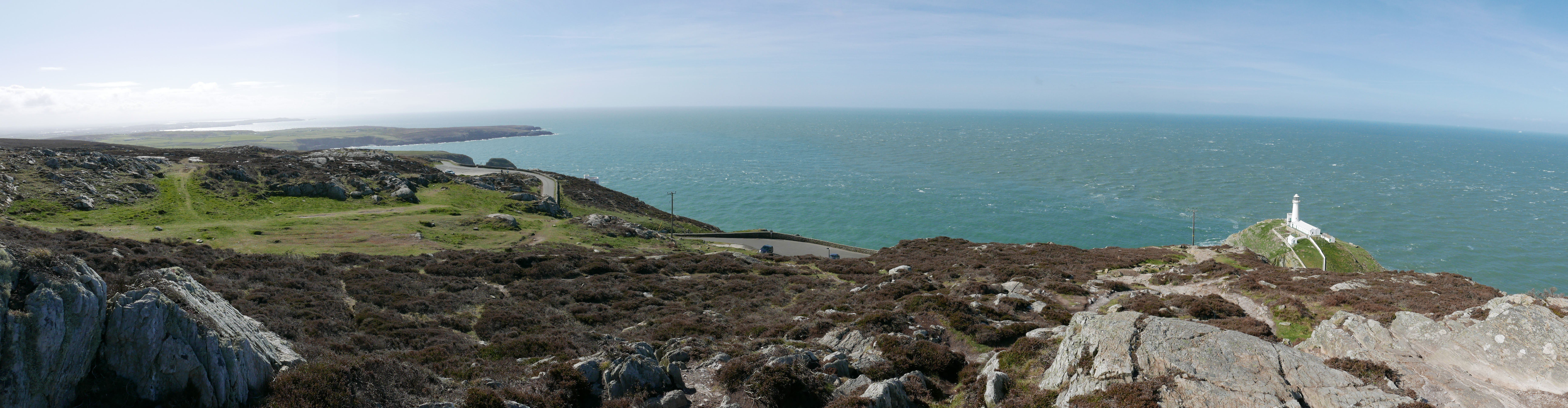